# Kimmy Repond
Kimmy Vivienne Repond (Basilea, 18 ottobre 2006) è una pattinatrice artistica su ghiaccio svizzera. Ha vinto la medaglia di bronzo al Campionato europeo nel 2023.

## Risultati
GP: Grand Prix; CS: Challenger Series; JGP: Junior Grand Prix
| Internazionali | Internazionali | Internazionali | Internazionali | Internazionali | Internazionali | Internazionali |
| Evento | 2019–20        | 2020–21        | 2021–22        | 2022–23        | 2023–24        | 2024-25        |
| --- | -------------- | -------------- | -------------- | -------------- | -------------- | -------------- |
| Campionati mondiali |                |                |                | 8°             | 5°             | 12°            |
| Campionati europei |                |                |                | 3°             | 7°             | 4°             |
| GP Cup of China |                |                |                |                |                | 6°             |
| GP della Finlandia |                |                |                |                | R              |                |
| GP Trophée Eric Bompard |                |                |                |                | 10°            |                |
| GP Skate Canada |                |                |                |                |                | 4°             |
| CS Budapest Trophy |                |                |                | 2°             |                | 2°             |
| CS Ice Challenge |                |                |                | 3°             |                |                |
| CS Golden Spin |                |                |                |                |                | R              |
| CS Nebelhorn Trophy |                |                |                |                | 2°             | 6°             |
| Internazionali: Junior |                |                |                |                |                |                |
| Campionati mondiali |                |                | 7°             | 7°             |                |                |
| JGP Lettonia |                |                |                | 6°             |                |                |
| JGP Polonia I |                |                |                | 4°             |                |                |
| JGP Slovacchia |                |                | 8°             |                |                |                |
| NRW Trophy |                | 1°             | 1°             |                |                |                |
| Santa Claus Cup |                |                | 2°             |                |                |                |
| Sofia Trophy |                | 2°             |                |                |                |                |
| Trophée Métropole Nice |                |                | 1°             |                |                |                |
| Nazionali |                |                |                |                |                |                |
| Campionati svizzeri | 1° J           | C              | 1° J           | 2°             | 1°             | 1°             |
| Eventi a squadre |                |                |                |                |                |                |
| Japan Open |                |                |                |                | 3° S 5° P      |                |
| A = Assegnata; R = Ritirata; C = Evento Cancellato J = Categoria juniores S = Risultato della squadra; P = Risultato personale |                |                |                |                |                |                |